# Йенсен, Николас
Николас Б. Бернсдорф Йенсен (дат. Nicholas B. Bernsdorf Jensen; род. 8 апреля 1989, Копенгаген) — датский хоккеист, защитник сборной Дании и клуба «Фиштаун Пингвинз».

## Карьера
Начинал свою карьеру Йенсен в молодежной команде шведского «Линчёпинга». Затем шесть лет он провел в североамериканских студенческих коллективах. В 2014 году хоккеист вернулся в Данию. В 2016 году в составе клуба «Эсбьерг Энерджи» Йенсен становился чемпионом страны. Весной 2017 года защитник подписал контракт с командой немецкой хоккейной лиги «Фиштаун Пингвинз».
10 апреля 2019 года подписал однолетний контракт с клубом «Дюссельдорф».
В 2015 году Николас Йенсен дебютировал за сборную Дании на чемпионате мира в Чехии.

## Достижения
- Чемпион Дании: 2015/16